# Oecetis pechana
Oecetis pechana är en nattsländeart som beskrevs av Mosely in Mosely och Douglas E. Kimmins 1953. Oecetis pechana ingår i släktet Oecetis och familjen långhornssländor. Inga underarter finns listade i Catalogue of Life.